# Route nationale 11 (Djibouti)
Pour les articles homonymes, voir Route nationale 11.
La route nationale 11 est une route nationale djiboutienne d'environ 110 kilomètres reliant l'ouest de la ville de Tadjourah (au niveau de la RN 9) à la frontière éthiopienne près de Elidar.
La route traverse les villes de Randa, Dorra et Balho.